# Варис, Кайса
Ка́йса Ва́рис (фин. Kaisa Varis; 21 сентября 1975, Иломантси) — финская лыжница и биатлонистка.

## Карьера
В 1995—2006 годах выступала в лыжных гонках. В 2001 году завоевала бронзу на чемпионате мира в Лахти (15 км классикой). На Олимпиаде в Солт-Лейк-Сити стала четвёртой в масс-старте свободным стилем на 15 км. В 2003 году была дисквалифицирована на два года за применение допинга на чемпионате мира в Валь-ди-Фьемме, после чего сборная Финляндии была лишена серебра в эстафете. Примечательно, что на чемпионате 2001 года эстафетная команда, в которую также входила Варис, была лишена второго места из-за аналогично провинившейся Вирпи Куйтунен.
29 ноября 2007 года Варис дебютировала в кубке мира по биатлону: став самой быстрой на дистанции в индивидуальной гонке на 15 км, но совершив 7 промахов, заняла 45-е место. На следующий день стала пятой в спринте.
Первую победу одержала 11 января 2008 года в Рупольдинге: не допустив ни одного промаха в спринте, стартовав в последней группе, она превзошла на 16 секунд результат финишировавшей ранее россиянки Светланы Слепцовой. Однако допинг-проба A, взятая за 5 дней до этого в Оберхофе, оказалась положительной. 29 января была проанализирована допинг-проба B, которая также подтвердила наличие эритропоэтина в организме спортсменки. От выступлений на стартовавшем 9 февраля чемпионате мира она была отстранена, а 11 февраля на экстренном заседании IBU была дисквалифицирована пожизненно. Все результаты, показанные ею после положительного допинг-теста были аннулированы. Но 13 марта 2009 года Международный арбитражный суд в Лозанне удовлетворил апелляцию Варис, сняв обвинения против неё, так как ей не предоставили права присутствовать при вскрытии пробы B, а проба A без подтверждения не имеет значения.
В сезоне 2007/2008 годов закончила выступать на Кубке мира.
В декабре 2009 года вернулась в спорт на уровне внутренних соревнований Финляндии, став членом клуба Kuikan Kisailijat. Получает образование в Восточно-финском университете на факультете права.